# 8 Eyes
8 Eyes (エイト・アイズ Eito Aizu?) är ett 2D action-plattformsspel utvecklat av Thinking Rabbit för Nintendo Entertainment System.  Spelet har åtta nivåer och kan spelas av en eller två spelare. Den har också ett stort, mångsidigt soundtrack, komponerat av Kenzou Kumei, ofta citerande från den operatiska repertoaren, som består av tre stycken för var och en av de åtta nivåerna, som var uppsatta i en annan del av världen.

### Fotnoter
1. ↑  ”8-eyes Instruction manual”. Taxan. http://www.thegameisafootarcade.com/wp-content/uploads/2017/02/8-Eyes-Game-Manual.pdf. Läst 24 april 2020.